# 哈斯凱爾嶺
79°44′S 156°10′E / 79.733°S 156.167°E
哈斯凱爾嶺（英語：Haskell Ridge）是南極洲的山嶺，位於奧次地，屬於達爾文山脈的一部分，處於競技場山嶺以西4公里，由威靈頓維多利亞大學的探險隊繪入地圖。